# Вадас, Чаба
Чаба Вадас (венг. Vadász Csaba, р.25 августа 1960) — венгерский борец греко-римского стиля, призёр чемпионатов мира и Европы.

## Биография
Родился в 1960 году в Папе. В 1982 году стал серебряным призёром чемпионата Европы и занял 5-е место на чемпионате мира. В 1983 году стал бронзовым призёром чемпионата Европы, а на чемпионате мира опять был 5-м. В 1984 году занял 7-е место на чемпионате Европы. В 1985 году стал бронзовым призёром чемпионата мира и занял 4-е место на чемпионате Европы. В 1986 году занял 7-е место на чемпионате Европы. В 1987 году стал серебряным призёром чемпионата Европы, а на чемпионате мира был 13-м. В 1988 году принял участие в Олимпийских играх в Сеуле, но наград не завоевал. В 1989 году занял 4-е место на чемпионате мира. В 1990 году занял 4-е место на чемпионате Европы. На чемпионате Европы 1991 года стал 8-м. В 1994 году занял 7-е место на чемпионате Европы, и 21-е — на чемпионате мира. В 1996 году занял 21-е место на чемпионате Европы.